# Chiarone (stacja kolejowa)
Chiarone (wł. Stazione di Chiarone) – stacja kolejowa w Chiarone Scalo, w prowincji Grosseto, w regionie Toskania, we Włoszech. Znajduje się na linii Piza – Rzym. 
Według klasyfikacji RFI ma kategorię brązową.

## Połączenia
Stacja jest obsługiwana przez pociągi regionalne w kierunku Grosseto, Roma Termini i Pizy.

## Linie kolejowe
- Piza – Rzym